# Erwin Friedrich Baumann

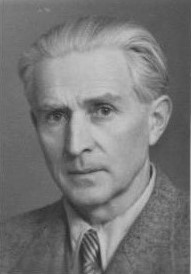
E. F. Baumann, 1947

Erwin Friedrich Baumann (* 27. Oktober 1890 in Bern; † 8. Februar 1980 ebenda) war ein Schweizer Architekt und Bildhauer.

## Leben
Erwin Friedrich Baumann wurde 1890 in Bern als zweites von vier Kindern des Baumeisters und Politikers Friedrich Baumann (1835–1910) und der Marie-Louise Baumann-Bigler (1856–1937) geboren. Vor seiner Einschulung erkrankte er an Diphtherie, und der Kuraufenthalt im Rothbad (Diemtigtal) führte dazu, dass er in der Schule den Anschluss verpasste. Baumann schreibt in seinem Lebenslauf: «Ich rutschte mit dem untersten Viertel der Klasse hinauf bis ins Gymnasium und wäre wohl so schlecht und recht mitgerutscht in die Hörsäle der Hochschulen hinein.» Infolge renitenten Verhaltens einem Lehrer gegenüber musste Baumann das Gymnasium jedoch verlassen.
Auf ein Praxisjahr bei einem Architekten in Vevey folgten die Kavallerie-Rekruten- und Unteroffiziersschule, anschliessend die Maturität an der «Minerva» Zürich sowie Studien in Kunstgeschichte und Mathematik an der Universität Bern. Der Stammtisch der Akademischen Turnerschaft Rhenania Bern, in welche er 1911 eintrat, befand sich im Restaurant «Bubenberg» in Bern. Dort sass Baumann oft mit den sich dort treffenden Berner Künstlern zusammen (so auch mit Ferdinand Hodler). Dieses Umfeld liess in ihm den Entschluss reifen, «in Zukunft nicht nur Wappen und Figürchen mit dem Sackmesser zu schnitzen». Die ungenügende und nachlässige Pflege der Verletzungen als Folge eines Sturzes vom Pferd in der Unteroffiziersschule führte zu Tuberkulose, was letztlich die Entlassung aus der Armee zur Folge hatte.
Ungeachtet dieses Zwischenfalles wagte Baumann den Schritt an die Architekturabteilung der Technischen Hochschule Darmstadt. Der Modellierkurs bei Augusto Varnesi mit Einführung in die Bauplastik, aber auch die Künstlerkolonie auf der Darmstädter Mathildenhöhe begeisterten ihn. Der Erste Weltkrieg setzte dem Aufenthalt in Deutschland ein Ende.
Nach Kriegsausbruch nahm Baumann, gesundheitlich immer noch angeschlagen, als Freiwilliger an der Grenzbesetzung teil. 1915 wurde er vom Militärdienst erneut freigestellt. Es folgten Kuraufenthalte in Arosa und Davos. 1918 trat Baumann ins Architekturbureau von Rudolf Gaberel in Davos ein, wo er Freundschaften mit Jakob Bosshart, Paul Held, Wilhelm Schwerzmann und dem Expressionisten Ernst Ludwig Kirchner pflegte. 1920 erhielt er den 1. Preis beim Wettbewerb für ein Denkmal der bernischen Kavallerieeinheiten auf der Lueg bei Burgdorf. Sein Projekt wurde jedoch nicht ausgeführt, da er sich weigerte, an ihm ein in seinen Augen unwürdiges Relief des Bildhauers Karl Hänny anzubringen. 1920 übernahm er im Auftrag von Rudolf Gaberel als örtlicher Bauleiter die künstlerische Gestaltung des Waldfriedhofs Davos.
Im Sommer 1921 weilte Baumann in Paris als Bildhauer bei Émile-Antoine Bourdelle. In den Jahren 1921/1922 reiste er nach Ägypten, wo er als Bildhauer und Architekt tätig war und u. a. Mahmoud Mokhtar aufsuchte. Eine längere Studienreise über Griechenland, den Balkan und Österreich führte Baumann nach Davos zurück, wo er von 1922 bis 1924 erneut im Bureau Gaberel tätig war.
In den Jahren von 1924 bis 1929 lebte Baumann in Kalifornien. Dort war auch sein Bruder Paul Baumann als Ingenieur tätig. In dieser Zeit schuf Baumann zahlreiche Holz- und Steinplastiken und war nebenbei als Architekt tätig. 1925 erhielt er den 1. Preis für den künstlerischen Schmuck für die Haupthalle des Neubaus eines Kaufhauses in Los Angeles sowie 1928 eine Auszeichnung des Kunstmuseums Los Angeles für seine Steinplastik Steinhauer.

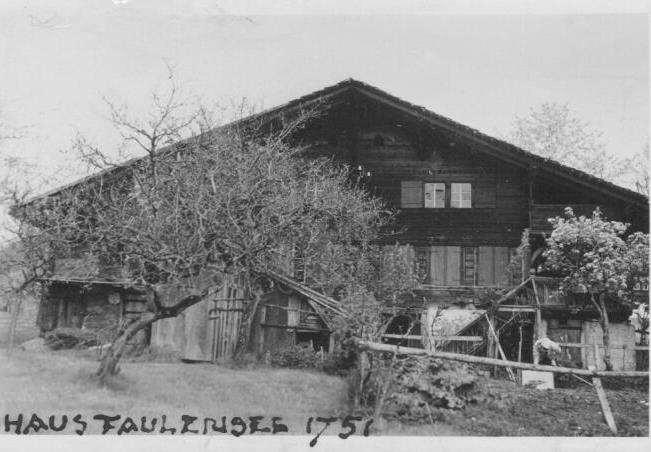
Von E. F. Baumann 1938 in Faulensee erworbenes Haus

1929 kehrte Baumann in die Schweiz zurück, wo er in Davos, Bern und Münchwilen arbeitete. 1938 heiratete er die Russlandschweizerin Rita Keller. Er weilte anschliessend einige Monate in Paris als Bildhauer unter Anleitung von Ossip Zadkine. Im Jahre 1938 erwarb er ein Bauernhaus in Faulensee, welches er als Heim für seine Familie renovierte.  Das Haus wurde im Juli 2023 abgebrochen. Bei Kriegsausbruch meldete er sich erneut als Freiwilliger einer Hilfsdienst-Bewachungs-Kompanie zur Armee.
Wegen der Erkrankung seiner Frau zog Baumann 1960 nach Bern, wo sie 1962 starb. Baumann hatte bis zu seinem Tode im Jahre 1980 ein Atelier im alten Tierspital Bern. Seine Urne wurde im Familiengrab auf dem Schosshaldenfriedhof in Bern bestattet.
Von den Arbeiten aus der Zeit in Faulensee und Bern sind erwähnenswert die Kapitelle im Schloss Wimmis (1950), der Altartisch in der Kirche Lerchenfeld (Thun) (1951) und eine Brunnenfigur beim Schulhaus Krattigen (1953), die Restaurierungen des Tschanhauses auf der Schüpf in Faulensee (1952), der Kirche Einigen (1954/1955), des Bauernhauses «Les Aroles» als Dépendance des «Palace Hotels» (heute im Besitz des Bankmanagers und Unternehmers Spiros Latsis) in Gstaad (1954), des unter Denkmalschutz stehenden, jedoch am 2. August 2008 durch Feuer zerstörten Gasthofs «St. Urs» in Biberist (SO) (1958–1962) und der Kirche Radelfingen (1958–1965), die Ausgrabung der St.-Columban-Kapelle in Faulensee (1960/1961) und die Bauleitung bei der Erweiterung der Zuckerfabrik in Aarberg (1958–1960), dem Neubau der britischen Botschaft in Bern (1962) und beim Verwaltungsbau der BKW (1960–1963).

### Steinadler am Simplon

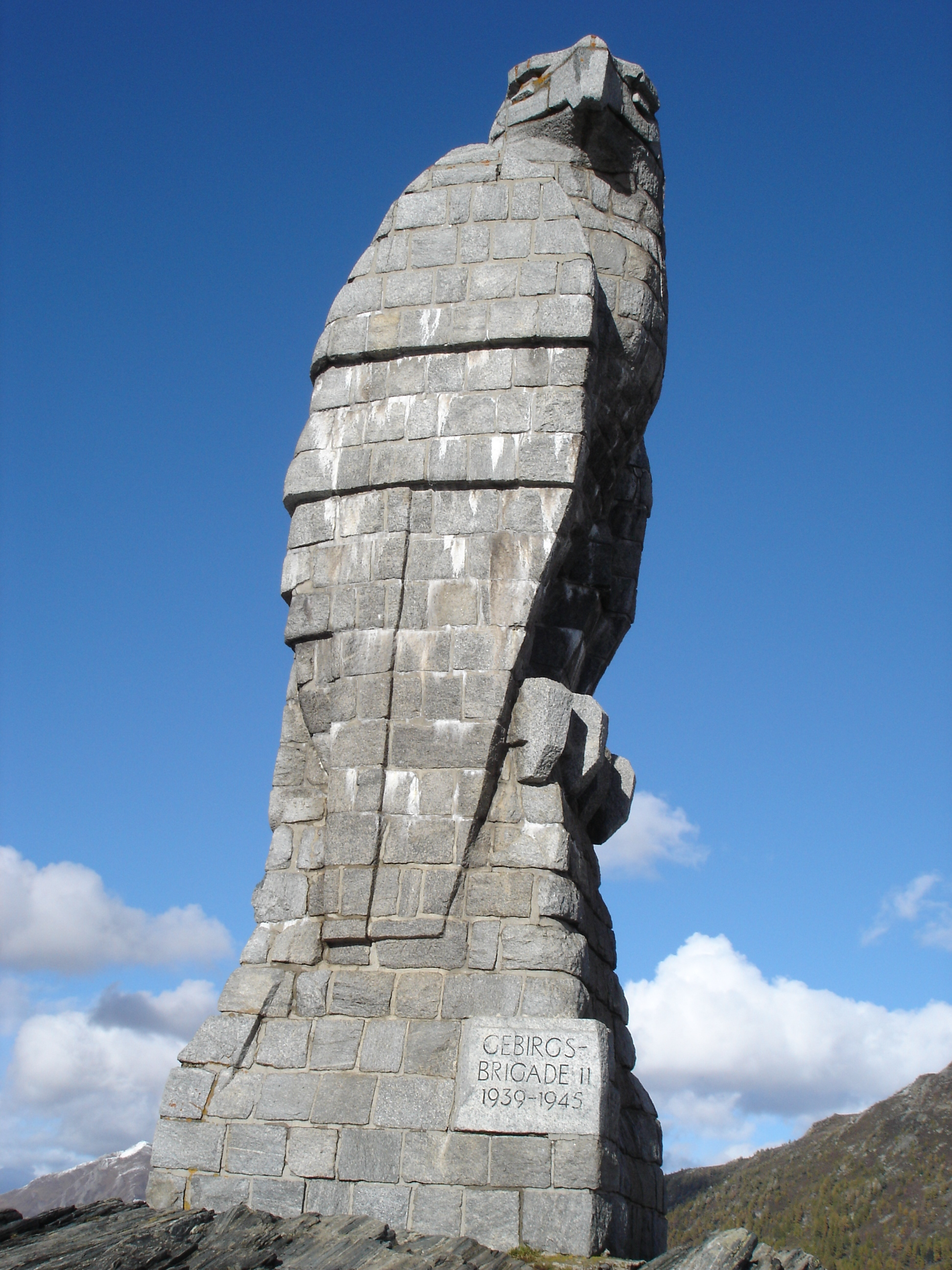
Steinadler von Erwin Friedrich Baumann auf der Simplonpasshöhe in den Walliser Alpen

Offiziere der Gebirgsbrigade 11 erwogen, den Soldaten in Form eines Steinadlers, heimisch im Lötschental und dem heutigen Naturpark Alpe Veglia und Alpe Devero sowie Symbol der Brigade, aus Ausbruchmaterial aus dem Fort Gondo ein Ehrenmal zu erbauen. Baumann war im Kommando der Brigade bekannt (Oberstbrigadier Hans Bühler war mit einer Cousine zweiten Grades von Baumann verheiratet, und sein Genieoberst, Werner Grimm, kannte Baumann aus der Jugendzeit in Bern).
Baumann erhielt den Auftrag, die Möglichkeiten zu erkunden, und seine Vorschläge eines über neun Meter hohen Bruchstein-Monuments gefiel den beiden Vorgesetzten. Baumann beschrieb seinen Ansatz folgendermassen:

«Vom Standpunkt des Bildhauers aus galt es, eine für Plastiken neue Technik zu finden, und es galt, den Entwurf dieser neuen Technik anzupassen, ohne seinen künstlerischen Wert zu beeinträchtigen. Zudem war es dem Projektverfasser sehr daran gelegen, einen Arbeitsvorgang zu finden, der dem Steinhauer und dem Maurer von ihren alltäglichen Bauten her schon vertraut sein würde. Folglich kamen nur Plan und Schnurgerüst in Frage, wo der Bauhandwerker sich mit dem Meter in der Hand zuhause fühlte. Als leicht zu handhabende Zugaben kamen als Hilfsmittel noch hinzu der Stechzirkel und das Gipsmodell als stichhaltige und in allen Zweifeln entscheidende Vorlage. Mit Wasserwaage, Winkel und Zirkel war dem Gipsoriginal im Massstab 1:10 nicht beizukommen. Die Grundrisse fielen dermassen ungenau aus, dass sie zur zehnfachen Vergrösserung niemals hätten verwendet werden dürfen. Erst das Modell eines genauen Schnurgerüsts und eine in diesem Lehrgerüst geformte Stückform zeitigten überraschend gute Ergebnisse. Die Stückform ist eine Negativform des Gipsoriginals im Massstab 1:10. Sie enthält jeden beliebigen Grundriss, ermöglicht jeden beliebigen Abstich zu nehmen, jeden beliebigen Horizontal- oder Vertikalschnitt herauszuzeichnen. Diese Stückform hatte auch den Vorteil, auf jeden Verstoss gegen die Technik des Bruchsteinmauerwerks aufmerksam zu machen; denn jede Schicht konnte für sich allein auf dem Reissbrett zusammengestellt und an ihrer inneren Kante auf Papier aufgerissen werden. In diesem Riss konnte das Mauerwerk in allen Zweifelsfällen eingetragen und studiert werden. Wurden Änderungen nötig, so führte dies oft fast ins Uferlose. Fünfzehn, zwanzig Schichten mussten ausgebaut werden, um die Korrektur auslaufend dem Original und allen davon betroffenen Schichten anpassen zu können. Das war Arbeit nicht nur von Tagen, sondern in einzelnen Fällen sogar von Wochen.»

Linus Birchler schrieb 1954 an Baumann:

«Nie hätte ich gedacht, dass der monumentale Adler am Simplonpass Ihr Werk ist, und nie hätte ich mir Gedanken gemacht, welch tolle technischen Probleme sich da stellten. Wenn ich in Zukunft von den Memnonskolossen und von den Felsentempeln von Abu Simbel in meinen Vorlesungen zu handeln habe, werde ich nun jeweils auch Ihren Adler zitieren samt den so ingeniösen Ventilationseinrichtungen, an die kein Mensch denkt.»

Im Jahre 1943 kam es zum Bruch zwischen Geniechef Werner Grimm und Baumann. Grimm hat sich zeitlebens als Erbauer des Simplonadlers ausgegeben, was Baumann zutiefst verletzte und ihn veranlasste, den Einweihungsfeierlichkeiten im September 1944 auf dem Simplon fernzubleiben.

### Werke (Auswahl)
- 1920: Entwurf für den Wettbewerb Kavalleriedenkmal auf der Lueg bei Burgdorf
- 1940: Liebespaar, ging als Spende an die Schweizerische Flüchtlingshilfe
- 1941: Entwurf für den Wettbewerb PTT-Verwaltungsgebäude Bern Relief, Kampf
- 1942: Mineurgruppe
- 1944: Simplon-Adler
- 1945: Mutter mit Kind, Pferd
- 1950: Vier Säulenkapitelle, Schloss Wimmis
- 1952: Abendmahltisch, Kirche Lerchenfeld (Thun)
- 1953: Entwurf für den Wettbewerb «der unbekannte politische Gefangene»
- 1954: Entwürfe Brunnenanlage Migros Spiez Parzival
- 1954: Wappenschmuck Amtshaus Langnau im Emmental